# Queso de Urbiés

Ubicación del concejo de Mieres en Asturias

El queso de Urbiés es un tipo de queso que se elabora artesanalmente en la comunidad autónoma del Principado de Asturias, en España.

## Elaboración
Se utiliza leche entera de vaca, sin añadirle cuajo ni fermento. Así pues, la leche coagula por acidificación, proceso que dura entre cuatro y cinco días, durante los cuales se va desnatando siempre que sea posible. Una vez coagulada, la masa se introduce en pequeños sacos de tela.
El proceso de maduración dura entre seis y nueve meses, durante el cual hay que remover la pasta con frecuencia para que el moho que se forma en la superficie se extienda homogéneamente. Por último, una vez que esté madura, se vierte esa masa en el recipiente final.
Los distintos nombres que puede tener este queso vienen del saco en que se haya introducido la pasta. Por ejemplo, el llamado queso de vexiga lo hace en vegijas de animal. Además, esta variedad tiene la particularidad de que emplean los llamados calostros, que es la leche de vaca producida al segundo día del parto.

## Características
Es un queso blando, untuoso y sin materia grasa puesto que ésta se retiró durante el proceso de coagulación. No tiene forma definida, ya que adopta la del recipiente en que se haga. Sin corteza, presenta una pasta blanda y cremosa, con un fuerte aroma. Su sabor también es muy fuerte y es el queso más picante de todos los que se producen en el Principado.
Debido a su consistencia pastosa se ofrece en tarrinas de barro, llamadas tarreñes.

## Certámenes
Se celebra un festival gastronómico dedicado a este queso el primer o segundo domingo de junio.

## Zona de elaboración
Su nombre proviene de la aldea de Urbiés, en la parroquia de Santa María, a unos 12 kilómetros de la capital del concejo de Mieres. También se elabora en Turón, Proaza, Quirós, Lena, Teverga y Somiedo.